# Espadon (Q129)
Pour les autres navires du même nom, voir Espadon (navire).
L'Espadon (Q129) était un sous-marin de la Marine française, qui a servi durant l'entre-deux-guerres et la Seconde Guerre mondiale, de 1927 à 1943, sous deux pavillons différents.

## Personnalités ayant servi sur l'Espadon
- Guy Pérotin (1920-1940), Compagnon de la Libération.